# Келмак (Арад)
Келмак (рум. Chelmac) насеље је у Румунији у округу Арад у општини Коноп. Oпштина се налази на надморској висини од 136 m.

## Прошлост
Аустријски царски ревизор Ерлер је 1774. године констатовао да место припада Липовском округ и дистрикту. Становништво је било претежно влашко. Када је 1797. године пописан православни клир ту је само један свештеник. Парох поп Теодор Поповић (рукоп. 1772) служио се само румунским језиком.
У "Еперјешу" је био (1839) један Србин, претплатник Павловићевог "Српског народног листа".

## Становништво
Према подацима из 2002. године у насељу је живело 380 становника, од којих су сви румунске националности.